# مزوکوماروم
مزوکوماروم (به مجاری:  Mezőkomárom) یک شهرداری در مجارستان است که در ناحیه انیینگ واقع شده‌است. مزوکوماروم ۲۹٫۰۵ کیلومتر مربع مساحت و ۱٬۰۳۱ نفر جمعیت دارد.